# Simona Radiș
Simona Geanina Radiș (Botoșani, 5 de abril de 1999) es una deportista rumana que compite en remo.
Participó en dos Juegos Olímpicos de Verano, obteniendo tres medallas, oro en Tokio 2020 (doble scull) y dos en París 2024, oro en ocho con timonel y plata en doble scull.
Ganó cuatro medallas en el Campeonato Mundial de Remo entre los años 2019 y 2023, y diez medallas en el Campeonato Europeo de Remo entre los años 2019 y 2025.

## Palmarés internacional
| Juegos Olímpicos   | Juegos Olímpicos         | Juegos Olímpicos  | Juegos Olímpicos |
| Año                | Lugar                    | Medalla           | Prueba           |
| ------------------ | ------------------------ | ----------------- | ---------------- |
| 2020               | Tokio (Japón)            | Medalla de oro    | Doble scull      |
| 2024               | París (Francia)          | Medalla de oro    | Ocho con timonel |
| 2024               | París (Francia)          | Medalla de plata  | Doble scull      |
| Campeonato Mundial |                          |                   |                  |
| Año                | Lugar                    | Medalla           | Prueba           |
| 2019               | Ottensheim (Austria)     | Medalla de plata  | Doble scull      |
| 2022               | Račice (República Checa) | Medalla de oro    | Doble scull      |
| 2022               | Račice (República Checa) | Medalla de oro    | Ocho con timonel |
| 2023               | Belgrado (Serbia)        | Medalla de oro    | Doble scull      |
| Campeonato Europeo |                          |                   |                  |
| Año                | Lugar                    | Medalla           | Prueba           |
| 2019               | Lucerna (Suiza)          | Medalla de plata  | Doble scull      |
| 2020               | Poznań (Polonia)         | Medalla de oro    | Doble scull      |
| 2021               | Varese (Italia)          | Medalla de oro    | Doble scull      |
| 2022               | Múnich (Alemania)        | Medalla de oro    | Doble scull      |
| 2022               | Múnich (Alemania)        | Medalla de oro    | Ocho con timonel |
| 2023               | Bled (Eslovenia)         | Medalla de oro    | Doble scull      |
| 2023               | Bled (Eslovenia)         | Medalla de oro    | Ocho con timonel |
| 2024               | Szeged (Hungría)         | Medalla de oro    | Ocho con timonel |
| 2024               | Szeged (Hungría)         | Medalla de bronce | Doble scull      |
| 2025               | Plovdiv (Bulgaria)       | Medalla de oro    | Dos sin timonel  |